# NGC 4762
NGC 4762 is een lensvormig sterrenstelsel in het sterrenbeeld Maagd. Het hemelobject ligt 58 miljoen lichtjaar van de Aarde verwijderd en werd op 15 maart 1784 ontdekt door de Duits-Britse astronoom William Herschel. De Engelse astronoom T. W. Webb (Thomas William Webb, 1807-1885) vergeleek de vorm van dit stelsel met deze van een papieren vlieger (paper kite).

## Synoniemen
- UGC 8016
- MCG 2-33-33
- ZWG 71.65
- VCC 2095
- KCPG 356B
- PGC 43733